# پلی تترافلوئورواتیلن
پُلی تترافلوئورو اتیلن (به انگلیسی: Polytetrafluoroethylene) یا به اختصار PTFE یک فلوئوروپلیمر مصنوعی یا سنتتیک از تترافلوئورواتیلن است که کاربردهای بسیار فراوانی دارد. این ماده بیشتر با نام تجاری تفلون که متعلق به شرکت Chemours است شناخته می‌شود. Chemours یک شرکت اسپین-آف از غول صنایع شیمیایی آمریکایی، دوپون بود. این ماده با نام تجاری Syncolon نیز شناخته می‌شود که متعلق به شرکت Synco Chemical Corporation است.
گاهی به این ماده تفلون بکر (Virgin Teflon) گفته می‌شود و تفاوت آن در این است که در ساخت آن از هیچ‌گونه مواد بازیافتی استفاده نشده است، درحالی‌که در تفلون‌های رده مکانیکی گاهی درصدی از تفلون بازیافت شده است. تفلون بکر توسط سازمان غذا و داروی آمریکا تأیید شده و بیشتر در صنایع داروسازی و غذایی کاربرد دارد.

## تاریخچه
این ماده به‌طور تصادفی توسط Plunkett در سال ۱۹۳۸ کشف شد. در حالی که وی در تلاش برای ساختن یک مبرد از نوع CFC بود، پرفلورواتیلن در دستگاه فشار آزمایشگاه او پلیمرسازی شد (در این واکنش شیمیایی آهن جداره ظرف به عنوان کاتالیزور عمل کرد). در سال ۱۹۴۱ میلادی این ماده به ثبت رسید و سه سال بعد نام تفلون ثبت تجاری شد.

## کاربردها
بیشترین کاربرد تفلون یعنی نزدیک به ۵۰٪ آن، در ساخت کابل‌های برق رایانه‌ها و هوافضا است. (برای مثال کابل‌های کواکسیال) و این به دلیل خواص دی‌الکتریکی فوق‌العاده تفلون، مخصوصاً در فرکانس‌های رادیویی است.
پی تی اف ای به دلیل خواص عالی در برابر آتش، دود و مقاومت شیمیایی معمولاً در کابل‌ها و سیم‌های نسوز استفاده می‌شود. همچنین دارای بهترین خواص الکتریکی و وسیع‌ترین محدوده دمایی در بین مواد پلاستیکی است. در واقع می‌تواند از -۲۰۰ درجه سانتیگراد تا +۲۶۰ درجه سانتیگراد و حتی تا +۴۰۰ درجه سانتیگراد را برای مدت کوتاهی تحمل کند.
اکثر مردم PTFE را به دلیل خواص نازک و نچسب آن می‌شناسند. ویژگی‌هایی که مزایای زیادی در سیم‌ها و کابل‌ها دارند. سیم‌های کوچک و نازک و نوارهای PTFE طراحی فشرده، حداقل اصطکاک بین اجزا و لایه‌ها را امکان‌پذیر می‌سازد. PTFE، سیم و کابل را برای بهبود انعطاف‌پذیری ایدئال می‌سازد.
در صنعت به دلیل ضریب اصطکاک بسیار پایین تفلون، از آن برای ساخت یاتاقان لغزشی، چرخ‌دنده، آب‌بند، گسکت و واشر، بوش و نخ دندان و دیگر کاربردهایی که نیاز به لغزش با اصطکاک پایین دارد استفاده می‌شود.
از لایه نازک تفلون به صورت گسترده‌ای در تولید کامپوزیت‌های فیبر کربنی و کامپوزیت‌های فایبرگلاس مخصوصاً در صنعت هوافضا استفاده می‌شود.

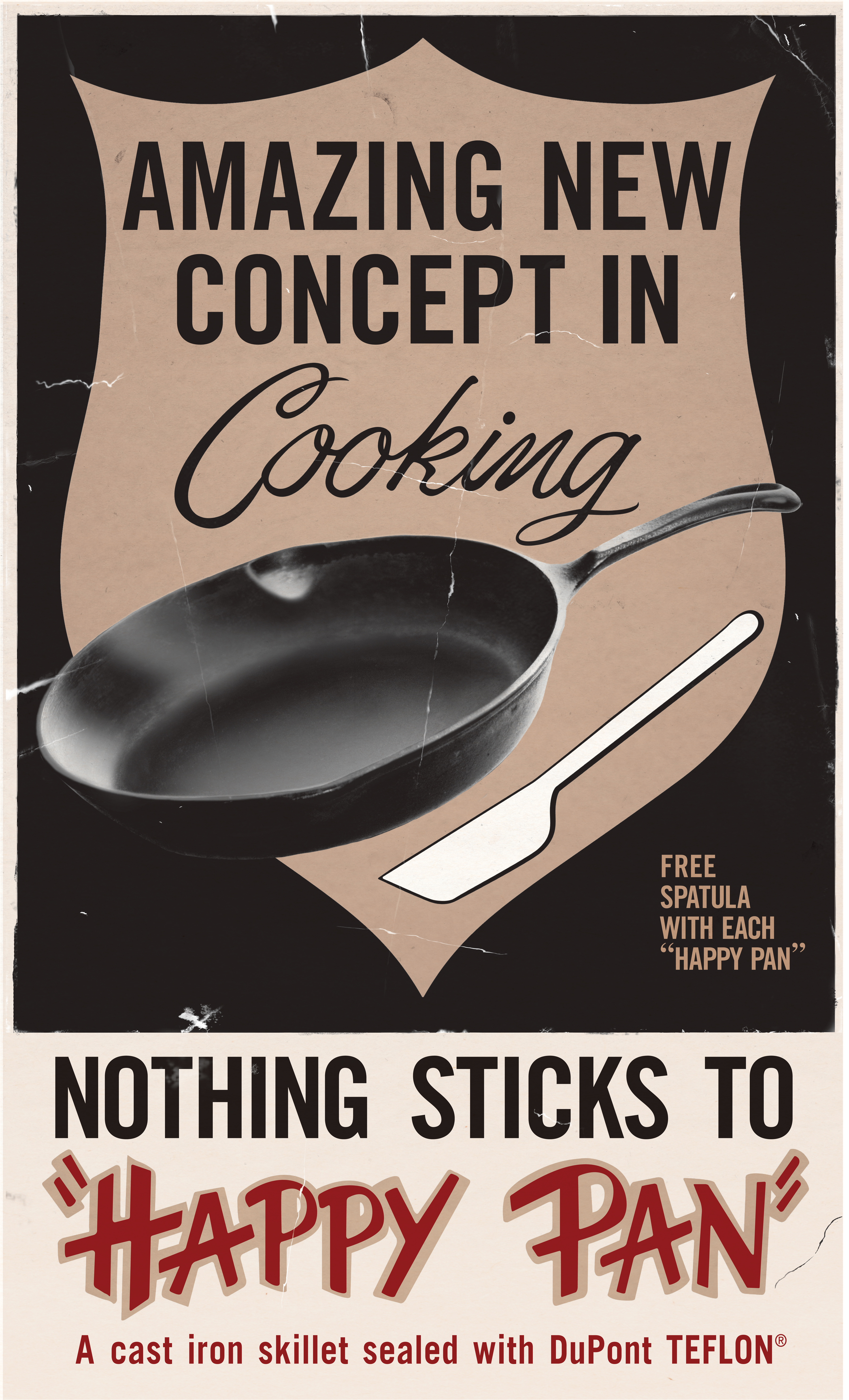
پوستر تبلیغاتی یک ماهیتابه نچسب در دهه ۱۹۶۰ که توسط لایه‌ای از PTFE یا تفلون پوشش داده شده است.

کاربرد تفلون در ساخت ظروف آشپزخانه نچسب کاملاً شناخته شده است.
به جهت خاصیت ضد خورده شدن تفلون در برابر بعضی از انواع اسیدها و حتی ابر اسید‌ها، در ساخت برخی ظروف نگهداری اسید کاربرد دارد.

## ویژگی‌های فیزیکی این ماده[۴]
| ویژگی                     | واحد  | مقدار              |
| ------------------------- | ----- | ------------------ |
| چگالی                     | g/cm³ | ۲٫۲                |
| نقطه ذوب                  | °C    | ۳۲۷                |
| مدول یانگ                 | GPa   | ۰٫۵                |
| مقاومت تسلیم              | MPa   | ۲۳                 |
| ضریب اصطکاک               |       | ۰٫۰۵–۰٫۱۰          |
| ثابت دی الکتریک           |       | ε=۲٫۱،tan⁡(δ)<۵(-۴) |
| ثابت دی الکتریک (۶۰ Hz)   |       | ε=۲٫۱،tan⁡(δ)<۲(-۴) |
| مقاومت دی الکتریک (۱ MHz) | MV/m  | ۶۰                 |

## زیان‌ها
پلی تترافلوئورواتیلن، PTFE یا تفلون همان‌طور که اغلب از آن یاد می‌شود، ماده ای سخت و انعطاف‌پذیر با خواص حرارتی عالی و مقاومت فوق‌العاده در برابر مواد شیمیایی و عبور جریان الکتریکی است. PTFE دارای ضریب اصطکاک استثنایی پایینی است که تصور می‌شود کمتر از هر جامد دیگری باشد. در حالی که پلاستیک‌ها پلیمرهای آلی با وزن مولکولی بالا هستند که از عناصر مختلفی مانند کربن، هیدروژن، اکسیژن، نیتروژن، گوگرد و کلر تشکیل شده‌اند، پلی تترا فلوئورواتیلن (PTFE) فقط از اتم‌های فلوئور و کربن تشکیل شده است.
زمانی که مولکول‌های PTFE دچار شکست حرارتی شوند ترکیباتی از قبیل سدیم تری فلوئورو استیت (Sodium trifluoroacetate) و کلورو دی فلوئورو اسِتِیت (chlorodifluoroacetate) و کربوکسیلیک اسیدها ایجاد می‌گردد. برخی مطالعات جدید حاکی از اثرات سوء این ترکیبات بر سلامتی انسان و تأثیرات مخرب زیست‌محیطی است و به همین دلیل در بازار آمریکا در حال جایگزینی است.
در واقع هرچه بیشتر در معرض دود تفلون قرار بگیرید، مشکلات سلامتی بیشتری ممکن است رخ دهد. استنشاق دود می‌تواند باعث تب پلیمری شود که منجر به علائم موقتی شبیه آنفولانزا از جمله تب، لرز، سردرد، ناراحتی قفسه سینه و بدن درد می‌شود. این علائم ممکن است تا چند ساعت طول بکشد تا ظاهر شوند و باید در یک یا دو روز برطرف شوند. با این حال، اگر مورد جدی تری رخ داد یا علائم شما فروکش نکردند، به دنبال کمک پزشکی باشید.
شایان ذکر است که به دلیل سیستم تنفسی شکننده، بخار تفلون برای پرندگان کشنده است.

### PFOA
از پرفلوئورواکتانوئیک اسید (PFOA یا C8) به عنوان یک سورفاکتانت در پلیمریزاسیون امولسیون PTFE استفاده می‌شود، البته برخی تولیدکننده‌ها استفاده از آن را کاملاً قطع کرده‌اند.
PFOA به صورت نامشخصی در محیط زیست پایدار باقی می‌ماند. این ماده در خون ۹۸ درصد مردم آمریکا به مقدارهای بسیار کمی در محدوده جزء در میلیارد پیدا شده است. البته این مقدار از سال ۱۹۹۹ تا ۲۰۱۴ به ۷۰٪ برای PFOA و ۸۴٪ برای PFOS کاهش پیدا کرده است، که مصادف با ممنوعیت استفاده از PFOA و PFOS در آمریکاست. جمعیت عمومی آمریکا به دلیل دفع حجم زیادی زباله‌های حاوی C8 در اقیانوس و نزدیک به دره رودخانه اوهایو در معرض PFOA قرار گرفته‌اند. PFOA در موادی از قبیل زباله‌های صنعتی، فرش‌های ضدلک، مواد شوینده فرش، گرد و خاک خانه، آب، غذا و ظروف تفلون دیده شده است.
در نتیجه یک دادخواهی سنخی و حل و فصل اجتماعی با DuPont، سه اپیدمیولوژیست مطالعاتی را در مورد جمعیت یک کارخانه شیمیایی انجام دادند که در معرض POFA بیشتری نسبت به جمعیت عمومی آمریکا قرار گرفته بودند. در این مطالعات به این نتیجه رسیدند که بین مواجهه با PFOA و شش پیامد بهداشتی ارتباط وجود دارد: سرطان کلیه، سرطان بیضه، کولیت اولسراتیو، بیماری تیروئید، هایپر کلسترول خون (کلسترول بالا) و فشار خون ناشی از بارداری.
روی هم رفته، ظروف تفلونی یکی از منابع جزئی قرار گرفتن در معرض PFOA در نظر گرفته می‌شود.